# بوكروف
بوكروف (بالروسية: Покров) هي إحدى مدن روسيا في الكيان الفدرالي الروسي فلاديمير أوبلاست.تبلغ مساحة المدينة 19 كم مربع و يبلغ عدد السكان 15000 نسمة.